# Jak zostałam wiedźmą. Opowieść autobiograficzna dla dorosłych i dzieci
Jak zostałam wiedźmą. Opowieść autobiograficzna dla dorosłych i dzieci – książka Doroty Masłowskiej wydana w 2014 w Krakowie przez Wydawnictwo Literackie.
Rymowana nieregularnie powieść opowiada o wiedźmie poszukującej dzieci na zupę. W celu tym w kolejnych miastach zagląda ludziom przez okna. Wiedźma wybiera jedynie dzieci złe, na potrzeby książki definiowane jako interesowne, rozpieszczone i opanowane przez konsumpcjonizm. Dzieci dobre są szkodliwe dla przewodu pokarmowego wiedźmy. Osią fabuły jest nieudolnie rzucony przez wiedźmę czar, w wyniku którego zamieniła się myślami z dobrą dziewczynką.
Tekst stanowi krytykę późnokapitalistycznego konsumpcjonizmu. Jako dobra przedstawiona jest dziewczynka umiejąca bawić się i dzielić się, dziecko o dobrym kontakcie z matką. Zły jest chłopiec Boguś, zaniedbywany przez rodziców pracujących w korporacji „Więcej, Więcej, Więcej & Więcej, Więcej, Więcej sp. z o.o.”.
W recenzjach książkę oceniono niejednoznacznie. Część ocen uznała, że choć jest prosta, stereotypowa i nieco naiwna, wskazuje na istotne dla współczesnej kultury aspekty. Od strony językowej określono dzieło jako sprawne i dowcipne. Może stanowić właściwy punkt wyjścia do rozmowy z dzieckiem, które znajduje się pod presją rówieśniczą. Pozytywnie oceniano także ilustracje Marianny Sztymy. Jako ryzykowne stylistycznie wskazuje się nadużywanie nazw konkretnych firm (np. Lidl, Heineken, Barbie, Monster High, iPhone) oraz tworzonych na ich podstawie fikcyjnych przedmiotów (iPuderniczka), w wyniku których książka może stracić za jakiś czas na czytelności. Część recenzji oceniła książkę negatywnie, wskazując niski poziom warstwy brzmieniowej i melodyjności. Tekst określano jako sztuczny, „ani zabawny, ani prześmiewczy, ani ironiczny, a proponowane rozwiązania fabularne raczej przypominają dość przewidywalne rozważania na temat konsumpcjonizmu niż inteligentną bajkę z ponadczasowym morałem”.
28 maja 2014 w Teatrze Studio w Warszawie miała miejsce premiera spektaklu powstałego na podstawie książki. Reżyserką była Agnieszka Glińska, zaś główną rolę zagrała Kinga Preis. Spektakl spotkał się z pozytywnymi recenzjami.